# One Piece: Yume no Luffy kaizoku dan tanjō!
One Piece: Yume no Luffy kaizoku dan tanjō! (ONE PIECE 〜夢のルフィ海賊団誕生!〜?, Wan Pīsu: Yume no Rufi kaizoku dan tanjō!), è un videogioco di ruolo pubblicato da Banpresto e sviluppato da Alpha Unit, per Game Boy Color, basato sul manga e anime One Piece. Questo videogioco è uscito esclusivamente in Giappone.

## Trama
La trama del videogioco copre l'arco narrativo del Mare Orientale, dall'inizio sino ad Arlong. Sono presenti comunque delle variazioni dalla serie animata.

## Modalità di gioco
Il gameplay è quello di un RPG. Nel gioco è possibile utilizzare i personaggi della ciurma di Cappello di Paglia e decidere le mosse da eseguire durante il combattimento.

## Personaggi

### Personaggi utilizzabili
- Monkey D. Rufy
- Roronoa Zoro
- Nami
- Usop
- Sanji

## Accoglienza
Al momento dell'uscita, i quattro recensori della rivista Famitsū hanno dato un punteggio di 23/40.